# Grumman F7F Tigercat
Il Grumman F7F Tigercat era un caccia imbarcato bimotore prodotto dall'azienda aeronautica statunitense Grumman negli anni quaranta ed impiegato operativamente dalla United States Navy dopo il termine della seconda guerra mondiale.
Sebbene le consegne ai reparti operativi fossero iniziate già nel 1944, la macchina ebbe praticamente uso solo nel dopoguerra, specialmente durante la guerra di Corea. Dopo il termine del conflitto servì come caccia notturno e ricognitore, e quando venne messo fuori servizio fu utilizzato come aereo antincendio.

## Utilizzatori
Stati Uniti
- United States Marine Corps
- United States Navy